# Palladium (København)
 Denne artikel omhandler biografen Palladium. Opslagsordet har også en anden betydning, se Palladium (flertydig).
Palladium (18. januar 1938 – 30. december 1976) er navnet på en tidligere dansk biograf beliggende på Vesterbrogade 1 i København. Den oprindelige biografbygning blev revet ned i 1977 for at give plads til Industriens Hus, men biografen fortsatte i Industriens Hus frem til 2010. Den blev etableret af filmselskabet Palladium, som i 1979 solgte den til Nordisk Film.
Biografen var tegnet af arkitekten Ernst Kühn, og salen, der var den mest luksuøse og moderne i landet, rummede 1.347 siddepladser. Byggeriet var budgetteret til 1 million kr., men kom til at koste næsten det dobbelte – en svimlende sum på det tidspunkt. Væggene blev dækket med relieffer af billedhuggeren Olaf Stæhr-Nielsen. Biografen var i mange henseender en miniatureudgave af Radio City Music Hall i New York, USA.

## Kinoorgel
I Palladium-biografen fandtes et kinoorgel af typen Wurlitzer, model 175 3C (opus 2220), der blev bygget i 1937 og opstillet i 1938.